# Cernivți, Vinnița
Cernivți (în ucraineană Чернівці; în perioada ocupației românești a Transnistriei, Cernovăț) este așezarea de tip urban de reședință a raionului Cernivți din regiunea Vinnița, Ucraina. În afara localității principale, nu cuprinde și alte sate.

## Demografie
Componența lingvistică a așezării de tip urban Cernivți
     Ucraineană (98,54%)
     Alte limbi (1,09%)
Conform recensământului din 2001, majoritatea populației așezării de tip urban Cernivți era vorbitoare de ucraineană (98,54%), existând în minoritate și vorbitori de alte limbi.